# Hypocephalus armatus
Hypocephalus armatus är en skalbaggsart som beskrevs av Anselme Gaëtan Desmarest 1832. Hypocephalus armatus ingår i släktet Hypocephalus och familjen långhorningar. Inga underarter finns listade i Catalogue of Life.